# Església de la Nativitat de la Verge Maria de Praga
L'església de la Nativitat de la Verge Maria és una església romànica de l'àrea cadastral de Záběhlice de Praga (República Txeca) protegida com a monument nacional.
Els orígens de l'església es remunten vora el 1125. Durant el segle xiv, l'església va ser reconstruïda en l'estil romànic-gòtic com a església parroquial. Al segle xix la torre romànica original va ser destruïda per l'impacte d'un llamp i entre el 1876 i el 1880 va ser reconstruïda per una torre neoromànica. La pintura de l'altar de la Santíssima Mare de Déu va ser creada el 1861. El 1948 es van produir les restauracions més rellevant. El 2000 es va restaurar la façana amb el suport financer del districte.